# ISO 15118
Die ISO 15118 Straßenfahrzeuge – Kommunikationsschnittstelle zwischen Fahrzeug und Ladestation bzw. englisch Road vehicles – Vehicle-to-Grid Communication Interface ist eine internationale Normenreihe, welche Festlegungen zur bidirektionalen Kommunikation zwischen Elektrofahrzeugen und Ladestationen enthält.

## Zweck
Zweck der ISO ist die Unterstützung insbesondere von Vehicle to Grid (V2G) Funktionalitäten zwischen einem Elektrofahrzeug (BEV oder PHEV) und dem "Elektrofahrzeug-Versorgungsequipment" (englisch Electric Vehicle Supply Equipment). Darunter ist z. B. die automatische Autorisierung und Bezahlung eines Ladevorgangs anhand von im Fahrzeugcomputer hinterlegter Zahlungsdaten. Das genannte Konzept wird auch als englisch Plug & Charge (PnC) bezeichnet.

## Einordnung
Die ISO 15118 gehört zu den Normen der IEC für elektrische Straßenfahrzeuge und elektrische Flurförderzeuge und liegt in der Verantwortung der gemeinsamen Arbeitsgruppe (IEC TC69 JWG1 'Vehicle to Grid Communication Interface') des Technischen Komitee 69 der IEC und des für Datenkommunikation zuständigen Unterkomitees 31 im Technischen Komitee 22 für Straßenfahrzeuge der ISO.

## Plug & Charge

Logo für Plug & Charge

Die Plug-&-Charge-Funktion (abgekürzt auch P&C oder PnC) nach ISO 15118 ermöglicht eine benutzerfreundliche und sichere Schnittstelle zwischen dem Elektrofahrzeug und einer Ladestation, die eine zusätzliche Benutzeraktion zur Autorisierung bei jedem Ladevorgang überflüssig macht. Nach einmaliger Registrierung des Fahrzeugs und Autorisierung für eine Bezahlfunktion reicht es bei jedem Ladevorgang, dass der Nutzer das Elektrofahrzeug und die Ladestation mit dem Ladekabel verbindet. Das Fahrzeug übermittelt automatisch die zur Autorisierung des Bezahlvorgangs erforderlichen Daten an die Ladestation.
Damit entfällt der vom Benutzer durchzuführende Vorgang der Autorisierung mittels Ladekarten, Bezahlkarten, Apps oder Weboberflächen. Die Implementierung eines eventuellen Sicherheitsmechanismus im Auto ist optional und den Fahrzeugherstellern überlassen.
Nach der mit Stand September 2021 noch in Entwicklung befindlichen ISO 15118-20 ist auch die gleichzeitige Hinterlegung mehrerer Zahlungsmöglichkeiten im Fahrzeug vorgesehen. Der Prozess zur Auswahl der jeweils zu nutzenden Alternative ist dabei nicht Bestandteil der Norm und vom Fahrzeughersteller zu implementieren. Neben einer manuellen Auswahl durch den Nutzer ist dabei auch eine automatische Auswahl des jeweils günstigsten Tarifs denkbar.
Plug & Charge ist nicht zu verwechseln mit AutoCharge. AutoCharge ist ein von einigen Ladestationsanbietern (FastNed, EnBW) implementierte, nicht standardisierte Lösung, die eine ähnliche Funktion bietet wie Plug & Charge. Die Ladestation versucht hierbei nach einer Anmeldung des Benutzers beim Ladestationsanbieter, beim nächsten Anstecken eines Fahrzeugs eine eindeutige ID zu ermitteln. Falls dies möglich ist, wird dem Nutzer die Möglichkeit geboten, die verwendete Autorisierungsmethode mit dem Fahrzeug zu verknüpfen, sodass in Zukunft alle Ladevorgänge mit diesem Fahrzeug beim selben Anbieter automatisch autorisiert werden. Im Vergleich zu Plug & Charge gilt AutoCharge als technisch einfacher, aber weniger sicher und flexibel.

## Verfügbarkeit
Vorreiter beim komfortablen Laden von E-Autos ist seit 2013 Tesla mit dem Tesla Supercharger Netzwerk. Bei Tesla Model S und späteren Modellen muss nur der Stecker ins Fahrzeug gesteckt werden, danach beginnt der Ladevorgang automatisch, und wird auch automatisch abgerechnet. Tesla nutzt ein proprietäres Protokoll, welches nicht zu ISO 15118 kompatibel ist.
Seit Oktober 2021 ermöglicht Ionity seinen Kunden mit der nach ISO 15118 gestalteten Plug & Charge-Funktion einen schnellen, bequemen und sicheren Lade- und Bezahlvorgang. Bei Plug & Charge werden im Fahrzeug hinterlegte Ladestromverträge über die Ladekabelverbindung mit dem Fahrzeug automatisch erkannt und zur Autorisierung und Abrechnung des Ladens genutzt. Aral hat im September 2021 angekündigt, die Schnellladesäulen des Aral-Pulse-Netzes mit Plug & Charge auszustatten und führte für die Kunden die Nutzung von Plug & Charge ab zweitem Quartal 2022 ein. In den USA ist das Ladestationsnetz von Electrify America auf die ISO 15118 vorbereitet.
Auch unterstützen bereits einige Fahrzeuge die Funktion. Hierzu gehören seit dem Modelljahr 2018 der Opel Ampera-e sowie ab dem Modelljahr 2021 Porsche Taycan, Lucid Air, Ford Mustang Mach-E und Audi e-tron. Zudem werden die Mercedes Modelle EQE, EQS und EQS SUV mit der Plug & Charge Funktion ausgeliefert. Alle Volkswagen Fahrzeuge der ID-Reihe verfügen seit Software 3.1 über PnC. Ab Modelljahr 2023 werden auch die Fahrzeuge der Škoda Enyaq iV Familie mit der „Plug & Charge“-Funktion ausgeliefert. Vorher ausgelieferte Wagen erhalten die Funktion „over the air“ aufgespielt, sofern das Software-Update ME3 installiert ist.

## Teile
Die ISO 15118 besteht aus mehreren Teilen:
| Norm             | Bezeichnung | Stand   |
| ---------------- | --- | ------- |
| ISO 15118-1      | Allgemeine Informationen und Festlegungen der Anwendungsfälle | 2019-04 |
| ISO 15118-2      | Anforderungen an das Netzwerk- und Anwendungsprotokoll | 2014-04 |
| ISO 15118-3      | Anforderungen an physikalische- und Datenverbindungsschnittstelle                                                                                                 | 2015-05 |
| ISO 15118-4      | Konformitätsprüfungen für das Netzwerk- und Anwendungsprotokoll                                                                                                   | 2018-02 |
| ISO 15118-5      | Konformitätsprüfungen für die physikalische und Datenverbindungsschnittstelle                                                                                     | 2018-02 |
| ISO/DIS 15118-6  | Allgemeine Informationen und Festlegungen der Anwendungsfälle zur drahtlosen Kommunikation (zurückgezogen und mit der 2. Ausgabe der ISO 15118-1 zusammengeführt) | 2015-09 |
| ISO/CD 15118-7   | Network and application protocol requirements for wireless communication (aufgegeben, Inhalt in ISO/DIS 15118-20 verschoben)                                      | 2017-01 |
| ISO 15118-8      | Anforderungen an Bitübertragungs- und Sicherungsschicht für die drahtlose Kommunikation                                                                           | 2020-09 |
| ISO/DIS 15118-9  | Konformitätsprüfungen für die Bitübertragungs- und Sicherungsschicht für drahtlose Kommunikation                                                                  | 2021-06 |
| ISO/DIS 15118-20 | 2. Generation Anforderungen an das Netzwerk- und Anwendungsprotokoll                                                                                              | 2019-01 |

Die Version 1.0 von ISO 15118-20 wurde im April 2022 verabschiedet, und von ISO 15118-9 im November 2022.